# NGC 2821
NGC 2821 est une galaxie spirale vue par la tranche et située dans la constellation de la Boussole. NGC 2821 a été découverte par l'astronome britannique John Herschel en 1835.

## Caractéristiques
Sa vitesse par rapport au fond diffus cosmologique est de 2 744 ± 22 km/s, ce qui correspond à une distance de Hubble de 40,5 ± 2,9 Mpc (∼132 millions d'al).
À ce jour, 17 mesures non basées sur le décalage vers le rouge (redshift) donnent une distance de 45,082 ± 6,115 Mpc (∼147 millions d'al), ce qui est à l'intérieur des valeurs de la distance de Hubble. Notons cependant que c'est avec la valeur moyenne des mesures indépendantes, lorsqu'elles existent, que la base de données NASA/IPAC calcule le diamètre d'une galaxie et qu'en conséquence le diamètre de NGC 2821 pourrait être d'environ 35,3 kpc (∼115 000 al) si on utilisait la distance de Hubble pour le calculer.
La classe de luminosité de NGC 2821 est II-III et elle présente une large raie HI. De plus, elle renferme des régions d'hydrogène ionisé.